# Karniowicka Skała
Karniowicka Skała – skała w obrębie wsi Karniowice, w województwie małopolskim, w powiecie krakowskim, w gminie Zabierzów. Znajduje się bezpośrednio na uskoku, jakim Wyżyna Olkuska opada do Rowu Krzeszowickiego (region Wyżyny Krakowsko-Częstochowskiej).
Zbudowana z twardego wapienia rogowcowego skała znajduje się w lesie po prawej stronie drogi Karniowice – Kobylany, powyżej pętli autobusowej. Jest najwyższą w grupie rozrzuconych po lesie Karniowskich Skał. Ma wysokość 6–10 m. Uprawiana jest na niej wspinaczka skalna. Wspinacze poprowadzili 15 dróg wspinaczkowych o trudności od III do VI.3 w skali polskiej oraz 3 projekty. Niemal wszystkie mają zamontowane stałe punkty asekuracyjne; ringi (r) i stanowiska zjazdowe (st). Drogi o wystawie zachodniej i południowej.
Tuż powyżej Karniowickiej Skały znajduje się niższa Ścianka przy Grotce, na której również uprawiana jest wspinaczka. W skałce tej znajduje się niewielka jaskinia.

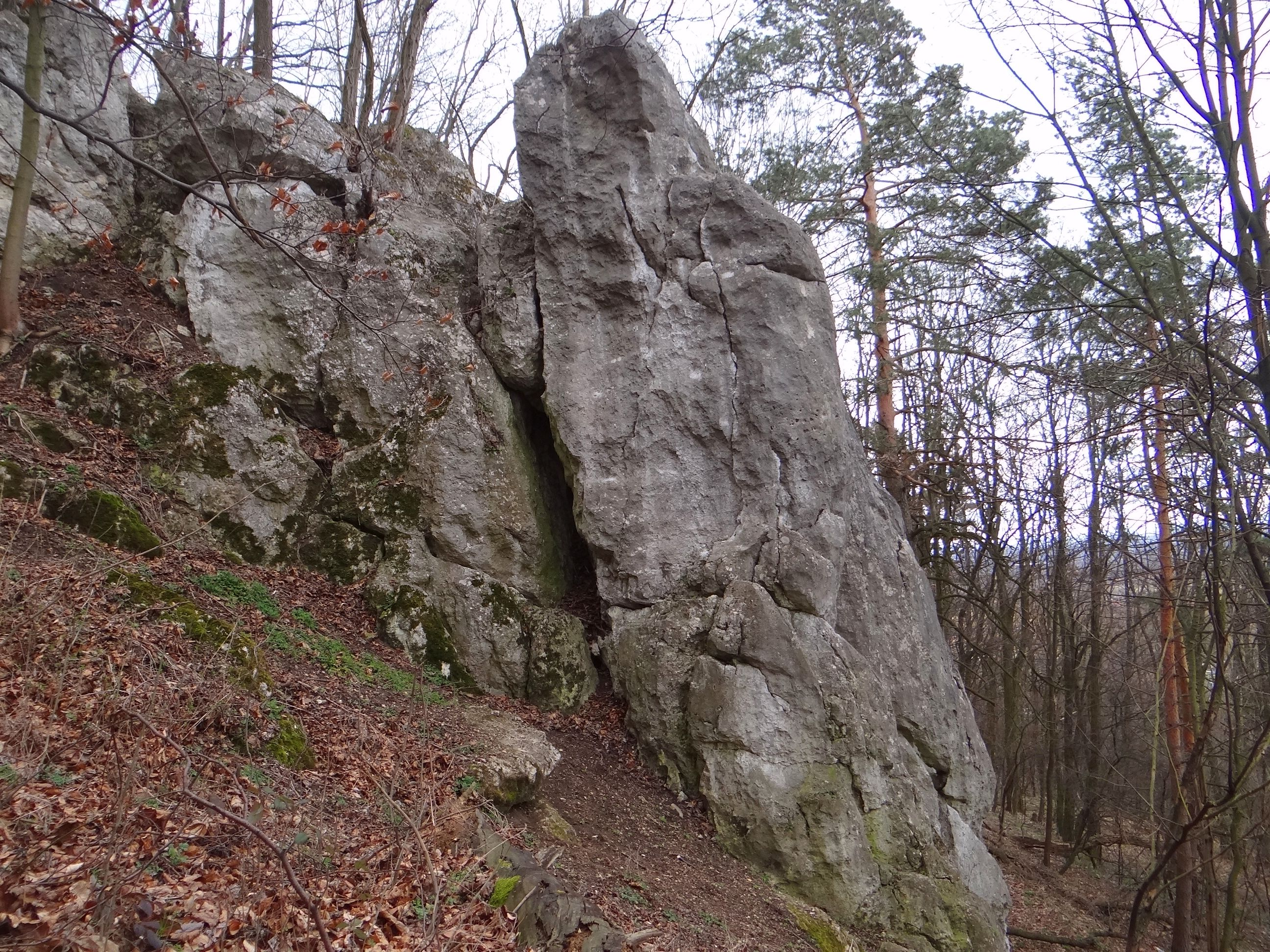
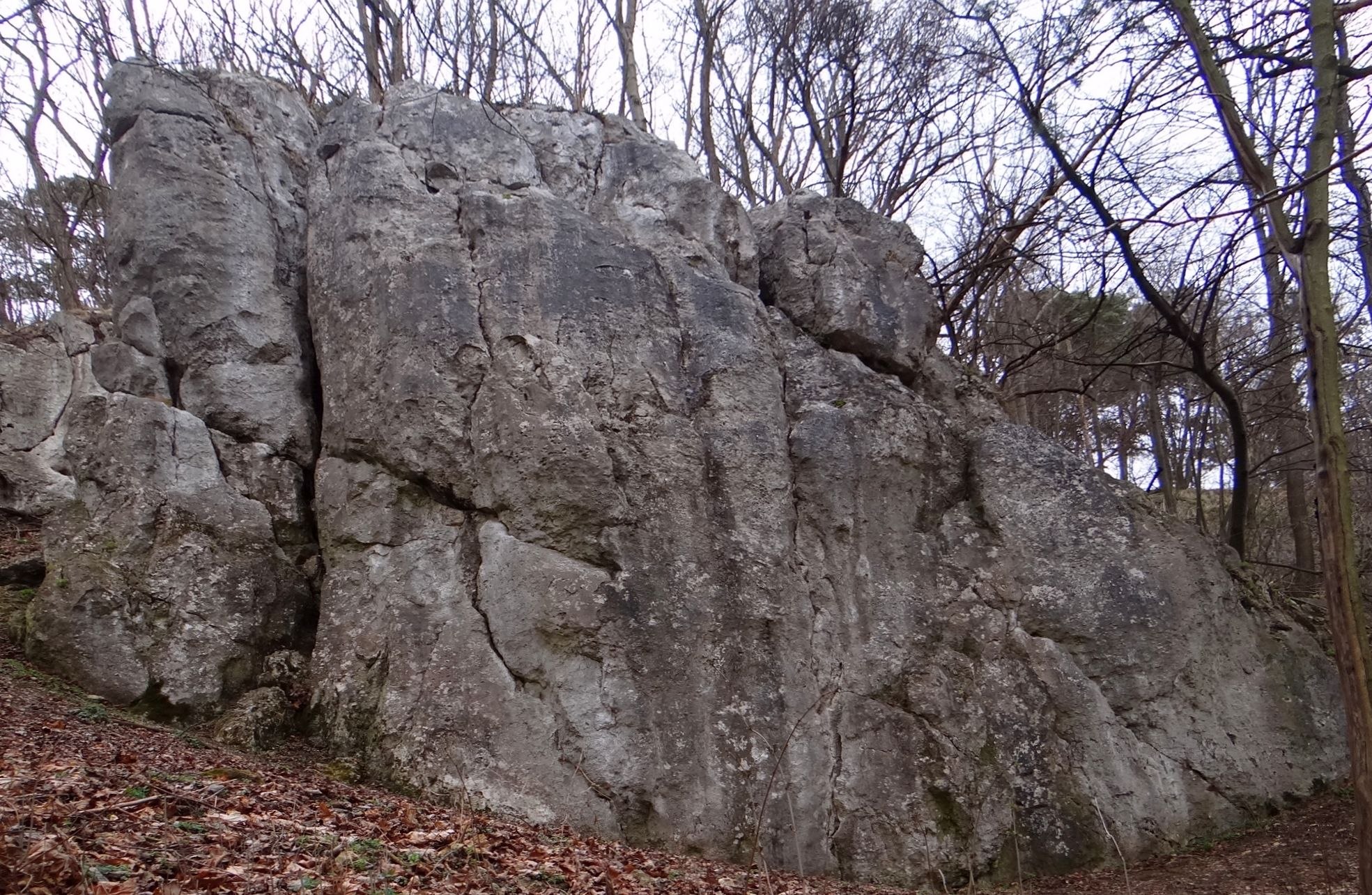
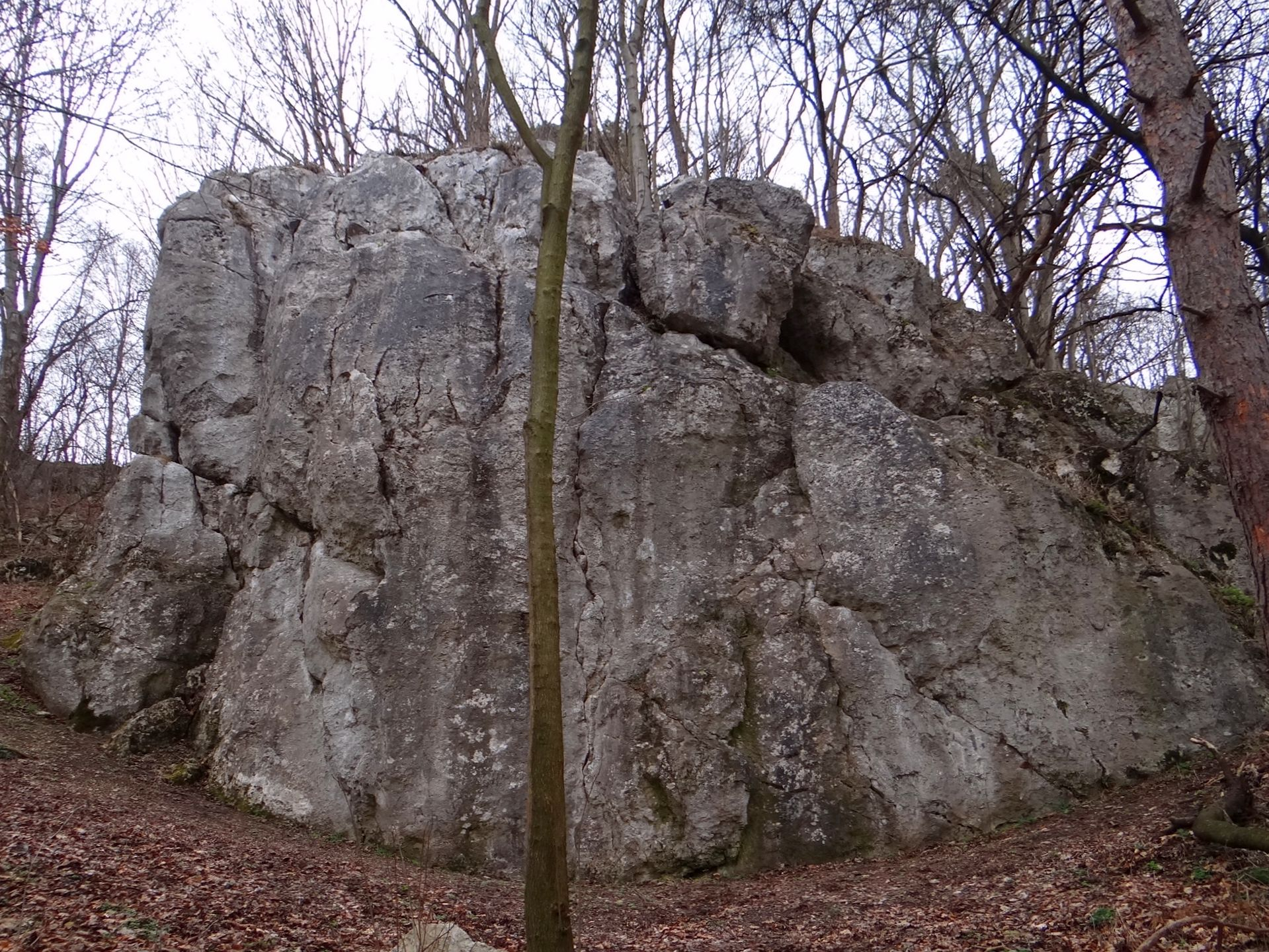
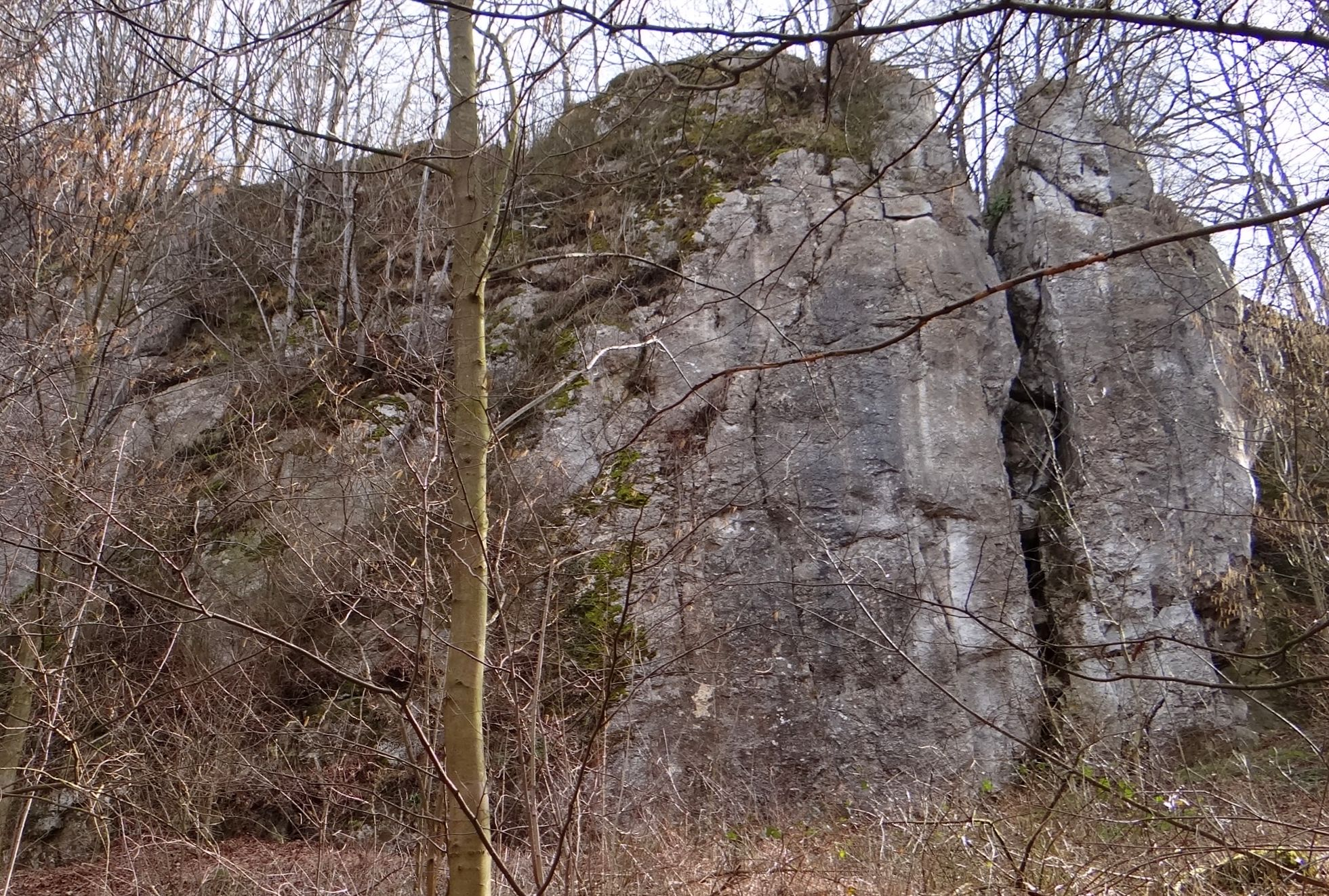

## Drogi wspinaczkowe
1. Off-side; III, 10 m
2. Bez przesady; VI, 3r + st, 10 m
3. Korner; VI.1+, 3r + st, 10 m
4. Mały koto-niedźwiedź; VI, 3r + st, 10 m
5. Sześć dwa na szynach; VI.1+, 3r + st, 10 m
6. Supergule; VI.1+, 3r + st, 10 m
7. Komin filozoficzny; V, 10 m
8. Karniowicki psikutas (3 projekty); VI.4, 10r + st, 10 m
9. Ucho prezesa; V, 4r + st, 10 m
10. Falstart; VI, 4r + st, 10 m
11. Stabilizacja motylka; VI.3, 1r + st, 10 m
12. Rysa po lobotomii; VI, 3r + st, 10 m
13. Szpilka; V, 1r + st, 10 m
14. Trawers pod wiszącą skałą; IV+, 4r + st, 10 m
15. Przepięcie; VI-, 1r, 6 m
16. Górska przygoda; III+, 20 m[1].